# Palindrome Buttress
Palindrome Buttress (englisch für Palindrompfeiler) ist ein markanter und 905 m hoher Felssporn auf der westantarktischen Alexander-I.-Insel. Er markiert das südliche Ende der nördlichen Gruppe der Walton Mountains.
Die erste Sichtung wird dem US-amerikanischen Polarforscher Lincoln Ellsworth bei einem Überflug am 23. November 1935 zugesprochen. Dabei entstandene Luftaufnahmen dienten dem US-amerikanischen Kartografen W. L. G. Joerg für eine Kartierung. Der britische Geograph Derek Searle vom Falkland Island Dependencies Survey präzisierte diese Kartierung im Jahr 1960 anhand von Luftaufnahmen der US-amerikanischen Ronne Antarctic Research Expedition (1947–1948). Das UK Antarctic Place-Names Committee benannte die Formation 1961 so, weil sie aus der Ferne aus jeder Himmelsrichtung gleich gut einsehbar ist.